# Chevrolet Biscayne
Chevrolet Biscayne (укр. Шевроле Біскейн) — американський повнорозмірний легковий автомобіль, що випускався підрозділом корпорації GM Chevrolet з 1958 по 1972 рік (в Канаді автомобілі під цим ім'ям продавалися до 1975 модельного року включно).
Займав становище бюджетної моделі початкового цінового діапазону серед повнорозмірних «Шевроле».

## Огляд

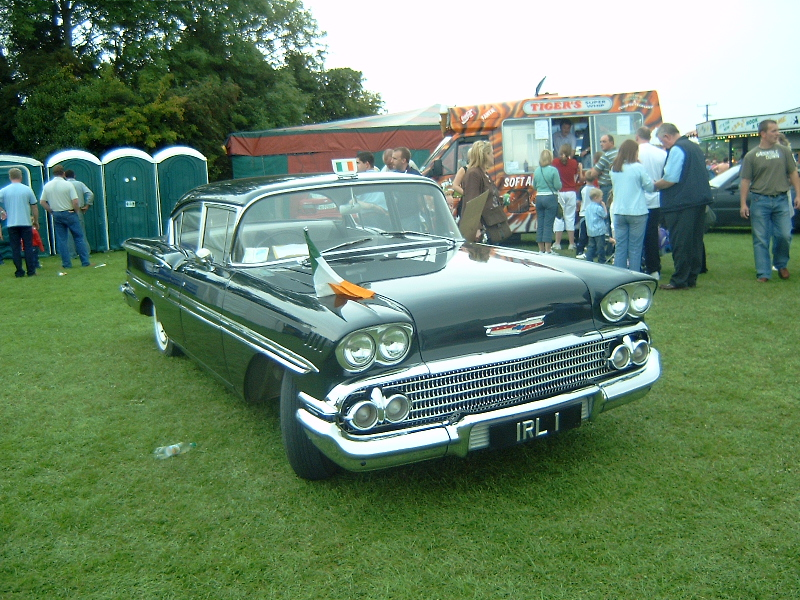
Модель 1958 року

В 1958 році тогочасні серії автомобілів Chevrolet були перейменовані, модель Chevrolet 150 стала Chevrolet Delray, а Chevrolet 210 — Chevrolet Biscayne. Назва найдорожчої моделі Chevrolet Bel Air була збережена.
В наступному році модель Delray була знята з виробництва, і Biscayne виявився найдешевшим і скромно обладнаним серійним Chevrolet в модельному ряду, який включав Chevrolet Bel Air як модель середнього цінового діапазону, і розташовану на сходинку вище Chevrolet Impala.
Модель вироблялася переважно для таксомоторних компаній, хоча деяку кількість автомобілів продавали й індивідуальним покупцям, які цінували простір і комфорт повнорозмірного автомобіля, але не потребували «зайвої» обробки, динаміки та престижності дорожчих комплектацій. Основними двигунами були рядні шістки, але деякі автомобілі в 1960-ті роки оснащувались і V8, а в 1970-ті роки вони стали досить популярними (в ці роки, на одну шестициліндрову машину цієї моделі припадало в середньому 4,5 восьмициліндрових).
Гідравлічний підсилювач керма став стандартним обладнанням в 1970 році, а автоматична коробка передач — в середині 1971 року.

## Перша генерація (1958–60)

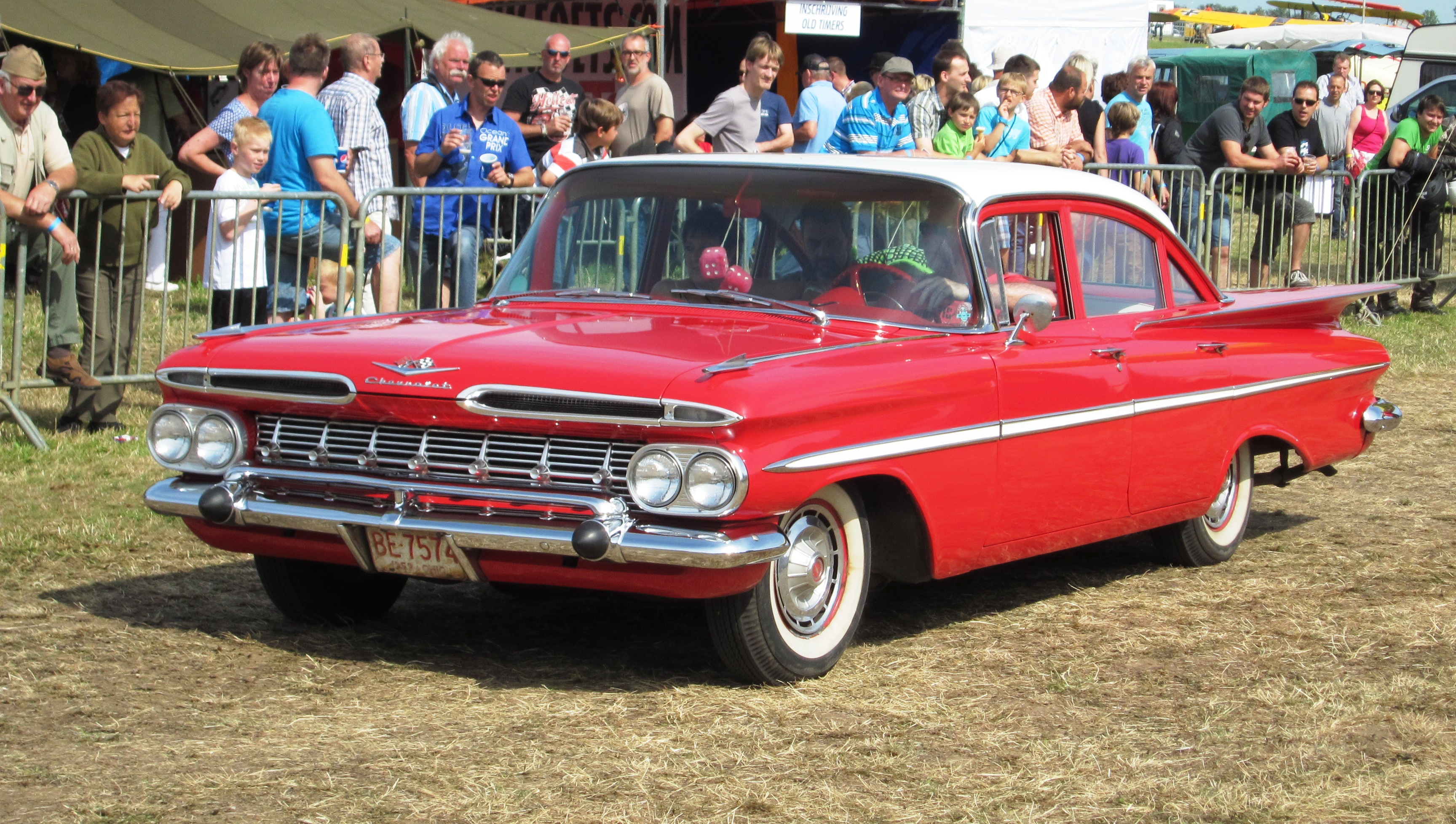
Модель 1959 року

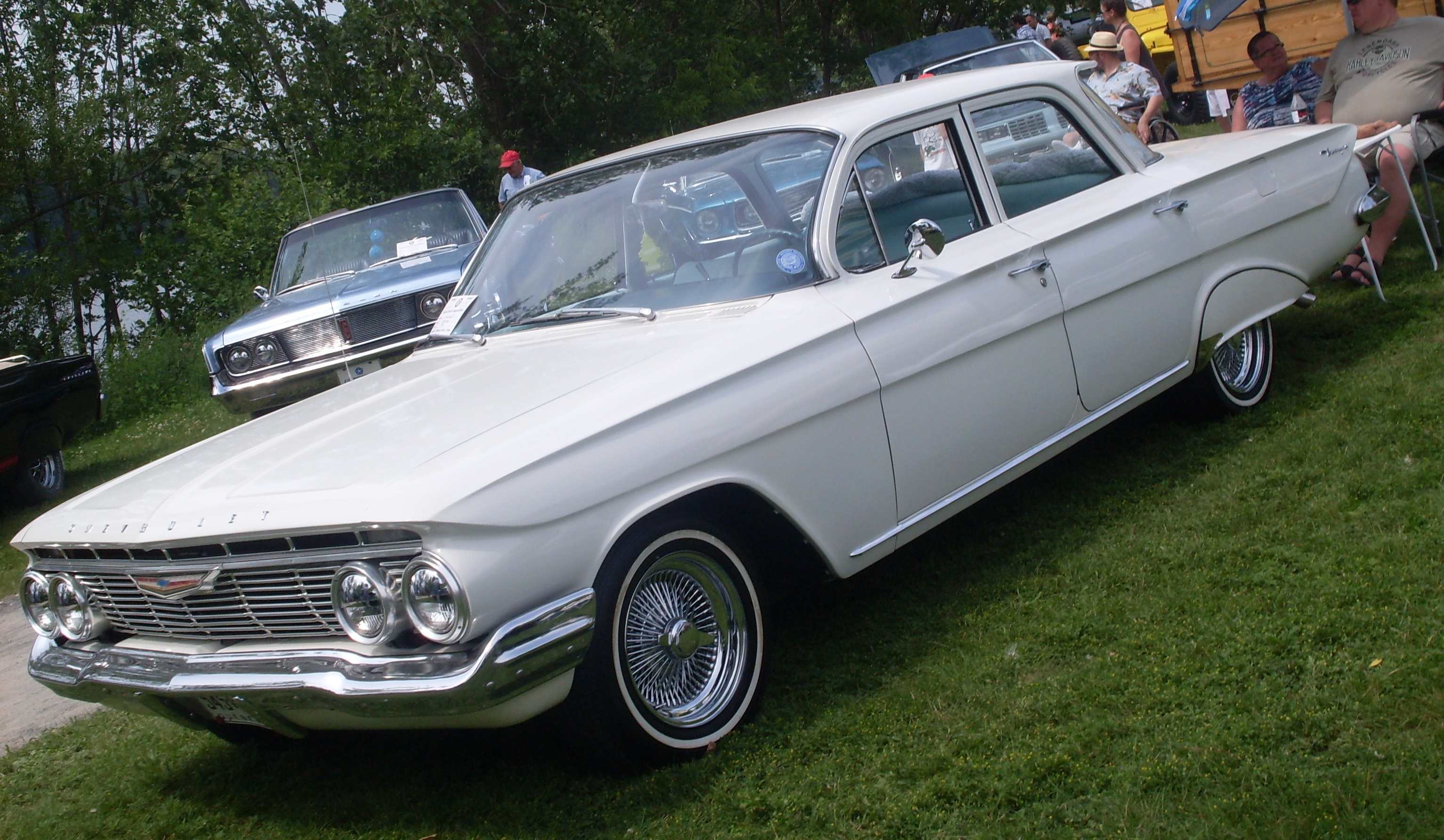
Модель 1960 року

У своєму дебютному 1958 модельному році, Biscayne був доступним в кузові 2- чи 4-дверного седана зі стійками. В 1958 році також був Chevrolet Delray ще нижчої лінійки, але він був відкинений в 1959 році. В 1959 році автомобіль оновили і тепер він був на півтора дюйма (3.8 см) довшій колісній базі. В 1959 році з’явилась версія 2-дверного утилітарного седана, в якій бракувало заднього сидіння і призначалась як автомобіль для розвезень.

### Biscayne Fleetmaster
В 1960 модельному році пропонувалася модифікація Fleetmaster, адаптована для роботи в таксі. Вона мала більш дешеву й практичну оббивку салону, на ній були видалені такі деталі, як прикурювач, підлокітники дверей, протисонячний дашок з боку пасажира. Оздоблення хромом було переважно заміненим на забарвлення під колір кузова. Автомобіль був доступний у вигляді 2-і 4-дверного седана.
Спеціально для моделі Fleetmaster були доступні кілька економних опцій, щоправда двигуни й трансмісії, орієнтовані на продуктивність, також були доступні (для поліцейських версій чи клієнтів, які для високої швидкості хотіли якнайлегший автомобіль). Fleetmaster був відкинений після 1961 року.

## Друга генерація (1961–64)

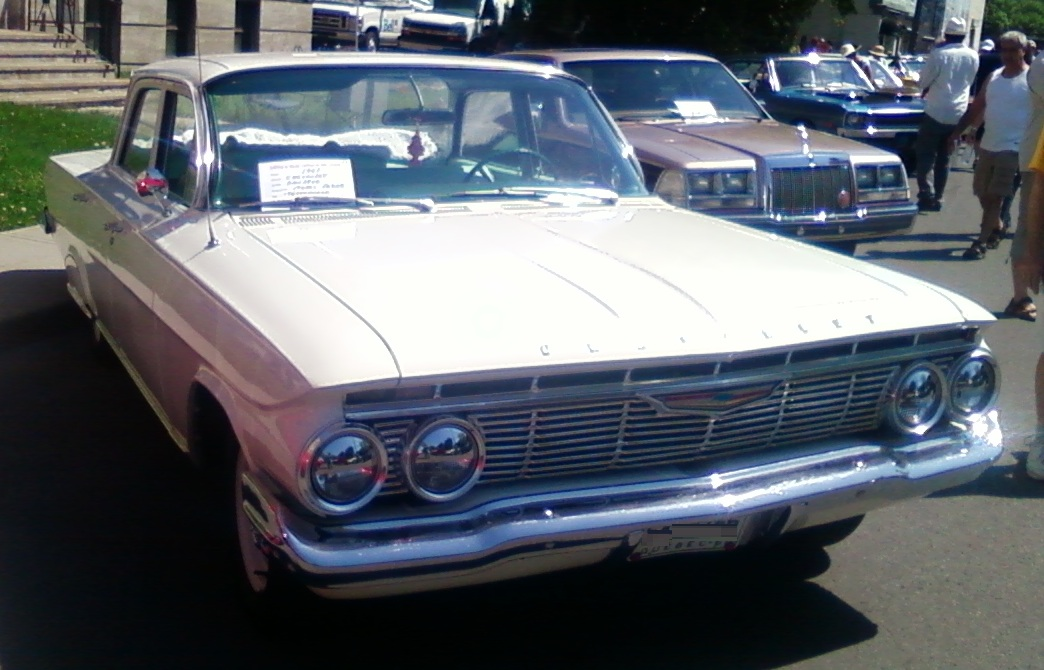
Модель 1961 року

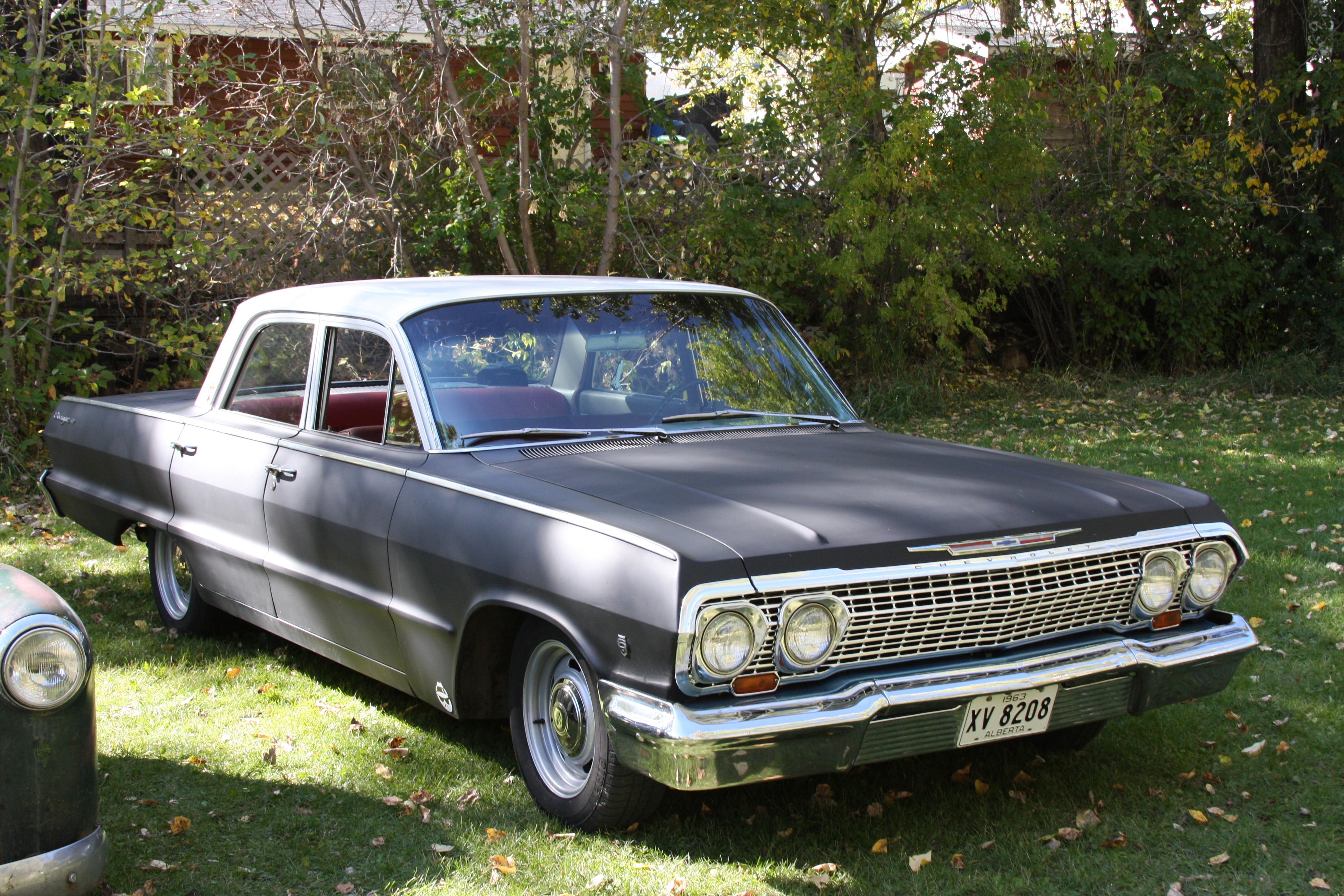
Модель 1963 року

Biscayne переніс повну модельну зміну в 1961 модельному році. Fleetmaster без надмірностей і 3-місний утилітарний седан досі пропонувались в 1961, але продавались дуже мало. Серійні номери були 1100 і 1200 (6- і 8-циліндровий Biscayne), тоді як 1300 і 1400 використовувались для 6- і 8-циліндрового Fleetmaster. В 1963 році рядна шістка третьої генерації з коротким ходом замінила ранній "Stovebolt" 235, маючи меншу вагу і незначну перевагу в потужності.
В 1962 році з’явилась версія 4-дверного універсала, замінивши ранню модель Brookwood. Як зазвичай, повний спектр повно-розмірних двигунів і трансмісій GM був доступний на дешевий Biscayne. Дуже мало повністю нових, високо потужних V8 409 (лише 142 з яких були зроблені в 1961 році) навіть дійшли до дуже дешевого Biscayne Fleetmaster, з прямою ціллю використання для дрег-рейсингу.

## Третя генерація (1965–70)

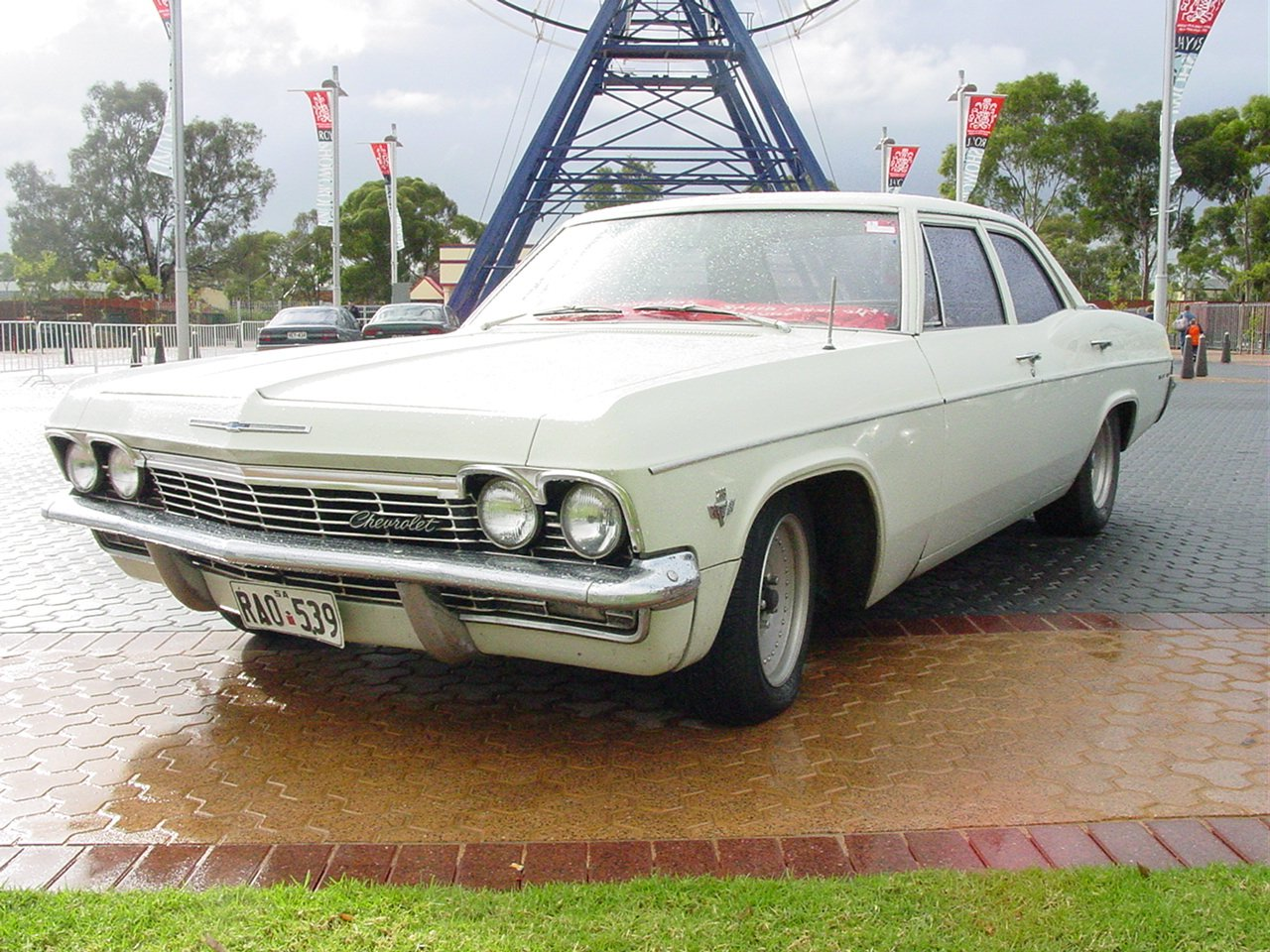
Модель 1965 року

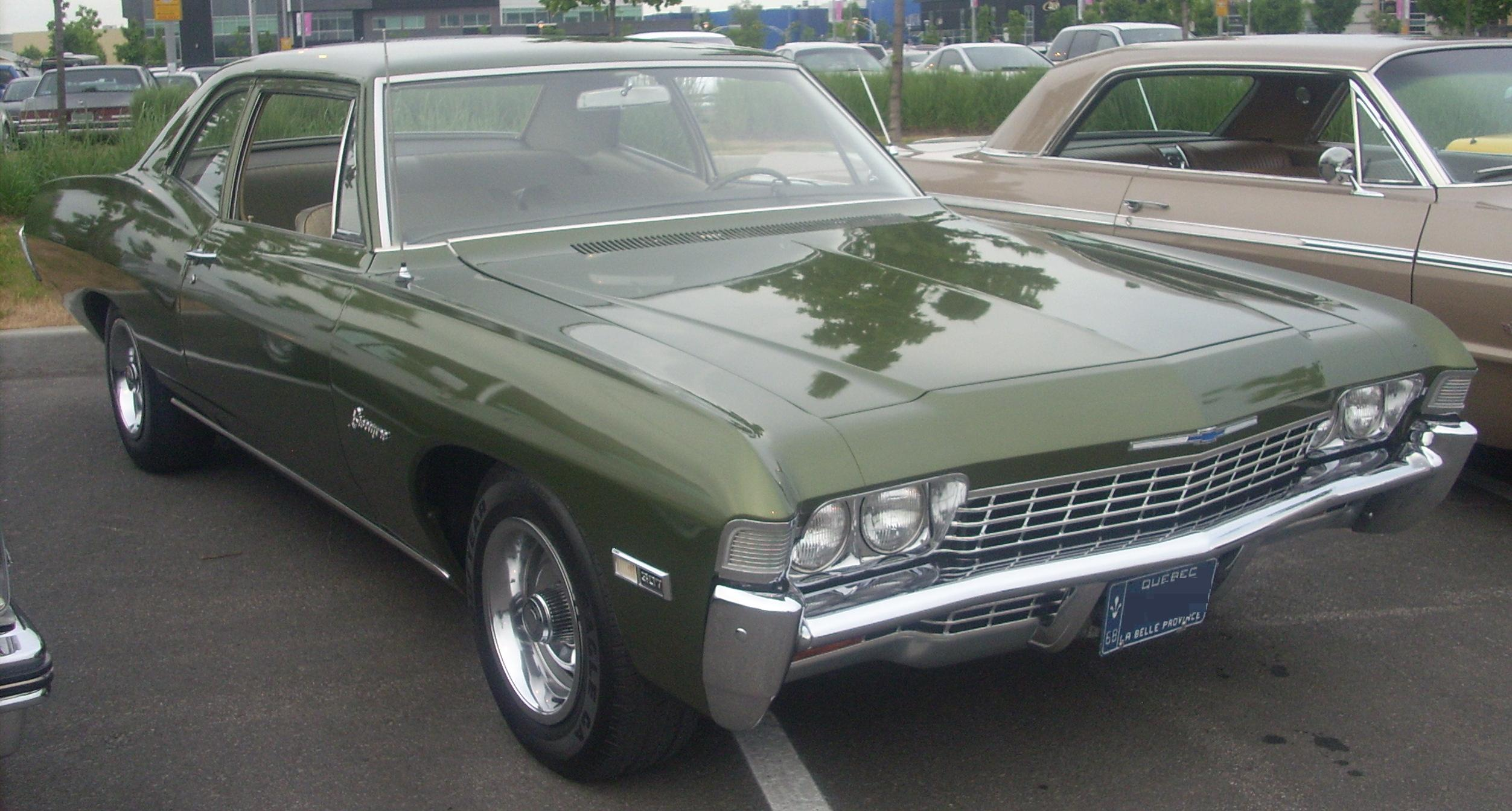
Модель 1968 року

Повністю новий Biscayne 1965 року був ще великим і пропонував ще більший спектр двигунів, включаючи новий більший 250 куб. дюймовий 6-циліндроий. В 1966 році топовим двигуном став новий 427 куб. дюймовий V8 з великим блоком, доступний у високо потужній високо обертальній версії 425 к. с. (317 кВт) з твердими штовхачами. В 1967 модельному році був відкинений менший 230. Щоправда не недоступний для великих Chevrolet в 1967 році, він повернувся в 1968 на ще два модельні роки. Після 1968 року універсал Biscayne був відкинений, надалі продавався як Brookwood. Підсилювачі керма і гальм стали стандартними в 1970 році.

## Четверта генерація (1971–75)
Трансмісія TurboHydramatic стала стандартною на всі автомобілі, які продавались з двигуном V8, починаючи зсередини 1971 модельного року. Виробництво Biscayne для ринку США закінчилось в 1972 році. Однак назва Biscayne існувала в Канаді аж по 1975 модельний рік, з 350 куб. дюймовим двигуном V8 і автоматичною трансмісією TurboHydramatic, які стали стандартним обладнанням в 1974 році. Модель універсала продавалась як Brookwood, але в 1973 році універсал Biscayne повернувся лише на ринок Канади. Як його побратими, Biscayne 1975 року отримав нову панель приладів, графіка радіоприймача і клімат-контролю (включаючи спідометр зі 100 миль/год. і еквівалентами в км) та доступність двох нових опцій: набір шкал Econominder (зі шкалами температури і економією пального, через тогочасну звичку водіїв) і ламані склоочисники вітрового скла.